# فرودگاه شهری موریلتون
فرودگاه شهری موریلتون (به انگلیسی: Morrilton Municipal Airport) یک فرودگاه همگانی بهره‌برداری هوایی است که یک باند فرود آسفالت دارد و طول باند آن ۱۲۱۹ متر است. این فرودگاه در کشور ایالات متحده آمریکا قرار دارد و در ارتفاع ۹۸ متری از سطح دریا واقع شده‌است.